# Jessica Campbell
Jessica Eve Campbell (née le 24 juin 1992 à Rocanville ou Moosomin) est une entraîneuse professionnelle de hockey sur glace canadienne.
Elle est l'entraîneuse adjointe du Kraken de Seattle de la Ligue nationale de hockey (LNH). De fait, elle est la première femme entraîneur de la LNH.
Auparavant, elle était une joueuse et au cours de sa carrière, Campbell a joué pour l'équipe du Canada féminine de hockey sur glace, dans la Ligue canadienne de hockey féminin (LCHF) avec l'Inferno de Calgary et dans le championnat suédois avec les Malmö Redhawks.